# Vilmos Ágost braunschweig-harburgi herceg
Vilmos Ágost braunschweig-harburgi herceg (Harburg, 1564. március 15. – Harburg, 1642. március 30.) Észak-Frízföldi Hedvig és II. Ottó braunschweig-harburgi herceg fia. Édesapját követte Braunschweig-Harburg uralkodójaként, 1603-tól uralkodott, halála után a rang megszűnt, Harburg újjáegyesült Braunschweig-Lünebuggal.
Vilmos Ágost a rostocki és a lipcsei egyetemen tanult.